# Coleophora halimionella
Coleophora halimionella é uma espécie de mariposa do gênero Coleophora pertencente à família Coleophoridae.